# Cantó de Lannoy
El cantó de Lannoy és una divisió administrativa francesa, situada al departament del Nord i la regió dels Alts de França.

## Composició
El cantó de Lannoy comprèn les comunes de:
- Anstaing
- Baisieux
- Chéreng
- Forest-sur-Marque
- Gruson
- Hem
- Lannoy
- Leers
- Lys-lez-Lannoy
- Sailly-lez-Lannoy
- Toufflers
- Tressin
- Willems

## Demografia
| 1962 | 1968   | 1975   | 1982   | 1990   | 1999   | 2006   |
| ---- | ------ | ------ | ------ | ------ | ------ | ------ |
| -    | 47.616 | 56.968 | 59.907 | 62.334 | 64.339 | 62.384 |